# NGC 410
NGC 410 è una galassia ellittica situata nella costellazione dei Pesci. Fu scoperta il 12 settembre 1784 da William Herschel.
Una supernova di tipo I è stata osservata in NGC 410 nel 1995: SN 1995Y (mag. 18).